# Ramsar Sports Club
El Ramsar Sports Club fue un club deportivo argentino de fútbol fundado en 1932 en la localidad de Ramos Mejía, ubicada en el partido de La Matanza que se encuentra en el Gran Buenos Aires. Este club es reconocido por haber jugado algunas temporadas en la Primera División de Argentina, la máxima categoría del fútbol argentino, en el ocaso del amateurismo.

## Historia

### Orígenes
Los orígenes del club se remontan a su antecesor, el Club Sportivo Ramos Mejía, fundado el 4 de febrero de 1917. Ese mismo año se afilió a la Asociación Argentina de Football, participando en Segunda División hasta 1920, cuando fue desafiliado, y participó en División Intermedia desde 1923.
El 27 de mayo de 1932, Ramos Mejía se fusiona con el club Sarmiento, dando constitución al Ramsar.

### El ascenso a Primera División
En la Asamblea Ordinaria del 24 de febrero de 1933, la Asociación resolvió reestructurar los campeonatos, eliminando tres divisiones y reemplazandolas por una nueva Segunda División. En aquel campeonato se incorpora el club.
El 7 de mayo de 1933, hizo su debut en el fútbol argentino, cayendo por 2 a 1 ante La Paternal. A pesar del mal inicio, logró su primer triunfo en la siguiente fecha ante Bella Vista por 2 a 1, iniciando una racha de 6 triunfos seguidos, cayendo en su visita a Bella Vista y ganando el resto de los partidos, avanzando a la fase final como líder de la sección 1.
El 22 de octubre inició el triangular cayendo por un duro 6 a 0 ante 25 de Mayo, pero logró reponerse en las siguientes fechas. Finalmente, el 26 de noviembre, empató con Marplatense por 2 a 2, obteniendo el punto necesario para consagrarse campeón y ascendió a Primera División.
El 15 de abril de 1934, hizo su debut en la máxima categoría, cayendo por 2 a 0 ante Banfield. Una semana después, logró su primer triunfo por 3 a 0 ante Barracas Central, con goles de Etulain y González.

### Descenso a Tercera División
El 7 de octubre logró su cuarto y último triunfo en el torneo, venciendo por 2 a 1 a Colegiales, con goles de Etulain y Toscano. Y el 28 de octubre disputó su último partido, igualando por 1 a 1 en su visita a Excursionistas. Finalizó el torneo con 13 puntos, solo por encima de Sp. Buenos Aires y Palermo.
El 3 de noviembre, la Asociación y la Liga Argentina de Football, entidad organizadora de los primeros torneos profesionales, se unificaron en la Asociación del Football Argentino, y en el Pacto de Fusión se estableció que los equipos de la Primera División de la ex-Asociación fueran relegados a la nueva Segunda División. Sin embargo, debido a que el club formó parte de los clubes ascendidos a Primera desde 1933, fue relegado a Tercera División. Inicialmente, el club fue rechazado de la AFA, pero finalmente logró la afiliación y pudo disputar el campeonato.
El 5 de mayo de 1935, hizo su debut en la AFA cayendo por 2 a 1 ante Bella Vista. Una semana después obtendría los puntos ante Palermo, pero el duelo terminaría anulado por su desafiliación. El equipo terminaría último en la Zona Oeste con solo 3 puntos, obtenidos por el triunfo sobre Huracán de San Justo y el empate con San Miguel.

### Últimos años
En el campeonato de 1936 tuvo un similar rendimiento, únicamente logrando vencer por 2 a 1 a El Progreso e igualando por 1 a 1 con Huracán, finalizó nuevamente último en su zona con sólo 3 puntos.
En 1937, disputó por primera vez una Copa de Competencia, la de Tercera División, venciendo por 2 a 1 a El Progreso y quedando eliminado al perder 5 a 0 el partido de vuelta.
El 28 de agosto de 1938 consiguió su último triunfo en el futbol argentino, venciendo por 2 a 1 a Nueva Chicago, y el 4 de septiembre se despidió del torneo cayendo por 7 a 1 ante Los Andes. Finalizó el torneo en el duodécimo lugar con 12 puntos.
En 1939, previo al inicio del campeonato, el club se desafilió de la AFA.
Alejado del fútbol argentino, la actividad de la institución se fue atenuando hasta su disolución durante los años '40.

## Estadio
A pesar de que el club Ramos Mejía tenía su campo de juego en las cercanías del ferrocarril, el club ejerció su localía en Villa Sarmiento, en el partido de Morón, en el antiguo campo de juego de Sarmiento, entre las calles Estanislao del Campo, Perú y Gelly. El terreno había sido cedido por la familia Cuevas al municipio para que lo utilice el club. Tras la desaparición del club, el terreno quedó abandonado hasta 1950, cuando comenzó la construcción de la actual Plaza Alsina.
El club también ejerció de local en los campos de juego de Estudiantil Porteño y Liniers, ubicadas en Ciudadela.

## Datos del club

### Temporadas
- Temporadas en Primera División: 1 (1934)
- Temporadas en Segunda División: 1 (1933)
- Temporadas en Tercera División: 4 (1935-1938)

- Participaciones en Copa de Competencia de Tercera División: 1 (1937)